# Matthew Brisbane
Matthew Brisbane, castellanizado ocasionalmente como Mateo Brisbane, (Escocia, 1787 - Puerto Soledad, Malvinas, 1833) fue un explorador de la Antártida, marinero, cazador de focas y lobos marinos en la Patagonia y el Atlántico Sur y comerciante británico nacionalizado argentino. Es conocido por haber sido delegado, segundo y mano derecha de Luis Vernet durante la colonia rioplatense de la isla Soledad entre 1829 y 1833. En 1831, fue capturado y llevado a Uruguay por los marineros estadounidenses del USS Lexington, que lo acusaron de pirata por sus acciones en defensa de la colonia argentina. Tras la ocupación británica de las Malvinas, fue enviado de vuelta a las islas por Vernet y unos meses después fue asesinado por Antonio El Gaucho Rivero y sus hombres.

## Biografía

### Primeros años
Poco se sabe de los primeros años de Brisbane. Nació en Perth, Tayside en 1787 pero su fecha de nacimiento exacta es desconocida. Parece que fue un marino mercante durante las guerras napoleónicas, pero no hay constancia de su servicio en la Royal Navy. Su hermano era el capitán de un bergantín que comerciaba entre Liverpool y Quebec.

### Explorador antártico

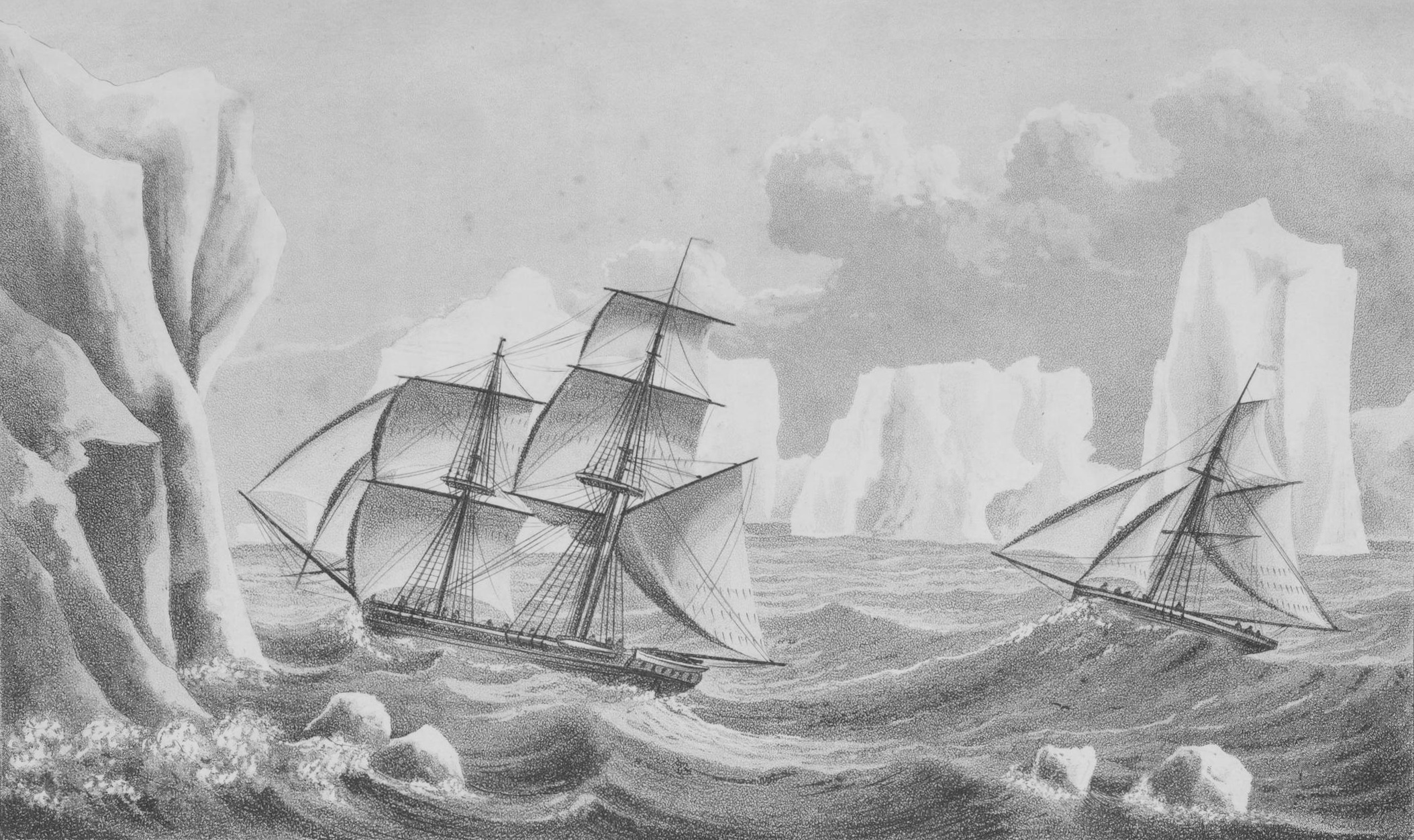
Segunda expedición de James Weddell con las naves Jane y Beaufoy.

Brisbane se asoció con James Weddell, reconocido explorador antártico. Fue el comandante de la pequeña nave Beaufoy, propiedad de Weddell con una tripulación de trece personas. Weddell en el Jane y Brisbane en el Beaufoy partieron de Inglaterra el 17 de septiembre de 1822. Weddell inicialmente navegó a Madeira, en Portugal, en busca de provisiones para el viaje antártico, mientras que Brisbane se dirigió a Bonavista en las islas de Cabo Verde para un cargamento de sal para curar pieles de focas. En diciembre, se reunieron en Puerto Santa Elena en la actual provincia argentina de Chubut. Brisbane navegó hacia el sur para cazar focas, encontrándose con Weddell en la isla Pingüino en la costa patagónica de la provincia de Santa Cruz.
El día de Año Nuevo de 1823, se reunió una vez más con Weddell antes de navegar hacia el sur rumbo a las islas Orcadas del Sur. Hacia entonces, poco se sabía acerca de las islas (descubiertas en 1821) y Weddell estaba destinado a explorarlas para los cazadores de focas y lobos marinos y de llevar a cabo un relevamiento hidrográfico. Llegaron el 12 de enero, teniendo poco éxito en la explotación de anfibios. Brisbane realizó un relevamiento en bruto de las costas sur de las islas y en respuesta Weddell nombró a unos acantilados del norte de la isla Powell como Brisbane's Bluff.
Weddell y Brisbane navegaron más al sur en la esperanza de encontrar más islas pero avanzaron lento debido a la combinación del mal tiempo y la necesidad de detenerse por las noches para evitar la colisión con los témpanos de hielo. Para el 27 de enero habían llegado a los 64° 58' latitud sur, donde se tomó la decisión de navegar hacia el norte en busca de islas entre las Orcadas del Sur y las Sandwich del Sur. Al no encontrar nada, nuevamente se dirigieron al sur y el 20 de febrero llegaron a los 74° 15' latitud sur estableciendo un récord como el viaje más austral hasta el viaje de James Clark Ross en 1842.

### Lobero y foquero
Durante el viaje alrededor de las Islas Orcadas del Sur la expedición había intentado cazar focas con poco éxito. En febrero, casi en el final de la temporada adecuada, Weddell tomó la decisión de dirigirse hacia el norte a las Georgias del Sur. Después de pasar un mes allí, los dos barcos navegaron a las Islas Malvinas para pasar el invierno. Mientras que la Jane estaba preparada para los vendavales de invierno, el Beaufoy fue utilizado para cazar lobos marinos. En octubre de 1823, se tomó la decisión de navegar hacia el sur de nuevo a las Orcadas del Sur, pero las condiciones eran terribles sufriendo dañados por el hielo y hombres congelados.
Zarparon hacia la isla Grande de Tierra del Fuego y continuaron cazando por la costa patagónica. Las naves se separan, y Brisbane se dirige hacia las Islas Malvinas y Georgia del Sur en enero. Las dos embarcaciones se reúnen en marzo frente a la costa de la Patagonia, pero, después de haber perdido el uno al otro, navegaron de regreso a Londres. Brisbane en el Beaufoy llegó allí el 20 de junio de 1824, unas dos semanas antes de Weddell. El 23 de agosto de 1824, Brisbane zarpó en el Beaufoy para otro viaje de caza de focas a lo largo de la costa patagónica y las Islas Malvinas. El 15 de enero de 1826, el Beaufoy zarpó para volver a Inglaterra llegando el 29 de marzo de 1826.

### Naufragios
El 16 de junio de 1826, Brisbane se convirtió en el capitán de la goleta de 103 toneladas Prince of Saxe-Coburg equipada para la caza de focas en las Islas Orcadas del Sur. El viaje resultó ser desastroso por el tiempo atroz y porque el hielo dañó la nave. Brisbane tomó la decisión de dirigirse a Tierra del Fuego con el fin de hacer las reparaciones. Allí el 16 de diciembre de 1826, mientras estaba anclado en la bahía Fury en el extremo sur del Canal Cockburn, la goleta fue conducida a tierra por vientos violentos. Brisbane sobrevivió con toda su tripulación, luego de salvar tres de los botes de la goleta y las provisiones. Un campamento se estableció en la costa y luego Brisbane se dedicó a organizar un rescate, al tiempo que el resto de los marineros estaba cada vez más rebelde.
Siete de los tripulantes se ofrecieron como voluntarios para tomar el barco más grande hasta llegar a Carmen de Patagones en el río Negro, a más de 1000 kilómetros de distancia. Lo lograron y de inmediato se ofrecieron como voluntarios para servir en la Armada Argentina en el conflicto con el Imperio del Brasil. Mientras tanto, Brisbane siguió organizando a los sobrevivientes para que enviaran patrullas en los dos barcos restantes y para construir una nave con los restos del Prince of Saxe-Coburg. El 3 de marzo de 1827, uno de los barcos fue hallado por el HMS Beagle, que rescató a los supervivientes.
Brisbane regresó a Londres en 1827, encontrando la goleta de 143 toneladas Hope y se dirigió una vez más al Atlántico Sur el 17 de enero de 1828. En abril de 1829, la Hope naufragó frente a la costa de la isla San Pedro. Brisbane y su tripulación construyeron una chalupa con los escombros y navegaron hacia Montevideo. El 9 de abril llegaron a tierra en la provincia de Río Negro, luego navegaron hacia el norte en la nave Triunfo hasta llegar a Buenos Aires el 2 de mayo. Diez de sus tripulantes permanecieron en las Georgias del Sur, por lo que Brisbane se dedicó a organizar un rescate. En Buenos Aires, conoció a Luis Vernet a quien contrató el bergantín estadounidense Betsy para rescatar a los tripulantes restantes.
El tercer y último naufragio de Brisbane fue en la costa este de la isla Grande de Tierra del Fuego cuando estaba a bordo del foquero Bellville bajo el mando del capitán Bray. Una vez más el equipo construyó una chalupa con los restos pero fueron obstaculizados por los fueguinos locales que constantemente les robaban herramientas y suministros. Estos últimos se agotaron hacia principios de abril y la tripulación casi muerta de hambre sobrevivió con una dieta de pieles, grasa pútrida, bayas, ostras y pescados.La chalupa se terminó el 1 de mayo y comenzó el viaje en un barco muy permeable. El cabo Belgrano en la isla Gran Malvina fue avistado cuatro días más tarde y la tripulación llegó a Puerto Soledad el 30 de mayo.

### Islas Malvinas

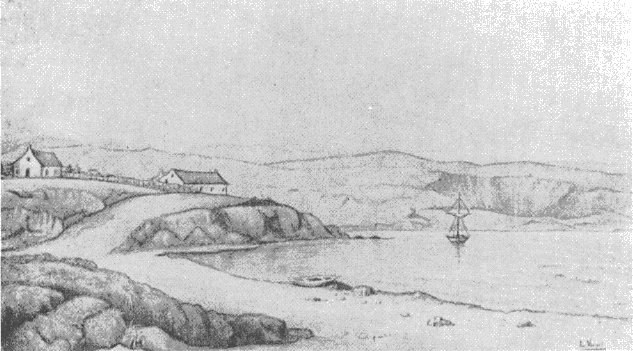
Puerto Soledad hacia 1830.

En Puerto Soledad, Brisbane, una vez más se encontró con Luis Vernet y se convirtió en su director de pesca. Vernet había sido nombrado Primer Comandante Político y Militar de las islas como parte de las Provincias Unidas del Río de la Plata. Brisbane ya había trasladado a Vernet y su familia, 23 colonos y materiales a las islas desde Buenos Aires con el bergantín Betsy en junio de 1829. En 1830, visitó Buenos Aires y dio aviso en el British Packet and Argentine News de las reclamaciones de pesca de Vernet y advertencias a los foqueros y loberos.
Vernet ejercía el cargo de comandante político y militar aplicándose a la tarea de hacer cumplir los reglamentos sobre pesca de anfibios, que era realizada de forma indiscriminada por parte de los loberos y balleneros extranjeros, constituyendo un grave problema. El pago por derecho de anclaje fue sistemáticamente eludido por los balleneros y los cazadores clandestinos de guarás, especialmente ingleses y estadounidenses. Buscaba frenar el raqueo de los animales hechos por extranjeros para conservar la población de focas para sus propias actividades. En agosto de 1829, a dos semanas de llegar a la colonia, Vernet proclamó públicamente la prohibición de cazar, pescar o faenar en la isla Soledad «bajo apercibimiento de sanciones».
Puerto Soledad carecía de personal militar o policial por lo que Vernet debió organizar un grupo de colonos armados a órdenes de Brisbane, a quien dejó «plenamente autorizado para ir a bordo de cualquier buque que llegue a encontrar en los puertos o puntos de la costa perteneciente a esta jurisdicción». El capitán Robert Fitz Roy fue huésped de la comandancia malvinense, algunos de sus comentarios dejan entrever cómo el continuo progreso material de la colonia había permitido alcanzar cierto grado de refinamiento en medio de la inhóspita geografía. Allí nombra a Brisbane.
Las proyecciones del negocio en Puerto Soledad eran óptimas, y Vernet comenzó a planear la organización concreta de la proyectada comandancia sobre el estrecho de Magallanes. Envió a Brisbane en el buque Unicorn para lograr la cooperación de los tehuelches. Estableció contacto con una cacique a la que se llamaba Reina María y la invitó a pasar dos semanas en las islas Malvinas. Los desastrosos acontecimientos de los meses siguientes impidieron la concreción del proyecto.

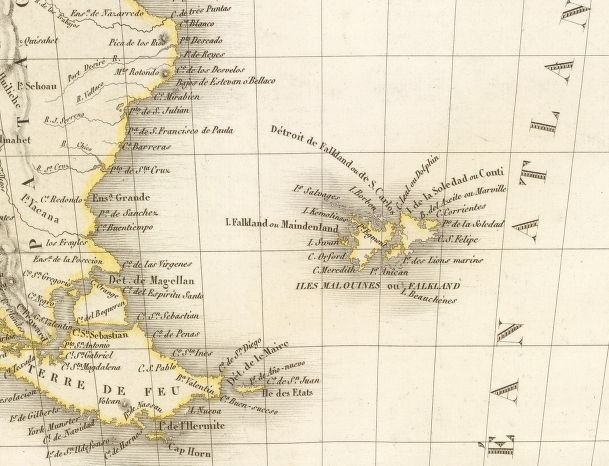
Las Islas Malvinas en un mapa francés de 1833.

En julio de 1831, Brisbane y Vernet se apoderaron de los buques estadounidenses Superior, Breakwater y Harriet. El Breakwater escapó y el Superior se le permitió continuar con la caza de lobos bajo los términos de Vernet. Vernet volvió en el Harriet a Buenos Aires para organizar un juicio. El cónsul estadounidense en Buenos Aires desconoció el derecho argentino a reglamentar la pesca en las Malvinas. A fines de ese año, personal de la corbeta de guerra USS Lexington, de la Armada de los Estados Unidos, incursionó en Puerto Soledad al mando del capitán militar Silas Duncan y se saquearon los bienes y las propiedades, destruyeron las instalaciones de artillería, y los principales pobladores fueron conducidos prisioneros ilegalmente a Montevideo, Uruguay, en lo que fue un desigual acto de guerra. Brisbane y otras seis personas fueron arrestados por cargos de piratería. Otros pobladores aprovecharon la oportunidad para marcharse de las islas por las amenazas de Duncan.
El Lexington llegó a Montevideo el 3 de febrero de 1832, donde desembarcaron los colonos que se marcharon de las islas, pero Brisbane y otros seis se mantuvieron como prisioneros esposados hasta el 16 de abril, cuando fueron trasladados a la USS Warren. Brisbane y los demás fueron puestos en libertad más tarde en la órdenes del comodoro Rodgers. Al llegar a Buenos Aires, Brisbane declaró sobre los hechos al gobierno porteño, quien elaboró un sumario sobre el ataque estadounidense.
Brisbane pronto regresó a las Islas Malvinas en calidad de piloto de José María Pinedo comandante de la goleta ARA Sarandí, que transportó al Sargento Mayor de Artillería José Francisco Mestivier a las islas para tomar posesión de su cargo como Comandante Civil y Militar interino de las Malvinas y sus adyacentes y para establecer una colonia penal. Poco tiempo después, durante una expedición de la Sarandí, Mestivier fue asesinado, creando un alboroto en la colonia.
Pinedo regresó y dio fin al motín con la asistencia de la goleta británica Rapid. El 3 de enero de 1833 la HMS Clio apareció en Puerto Soledad y ocupó las islas, expulsando a la fuerza a la guarnición militar, autoridades argentinas, sus familias y parte de la población civil, arriando el pabellón argentino e izando la bandera del Reino Unido. Brisbane regresó a Buenos Aires en el Sarandí, donde renunció como piloto.

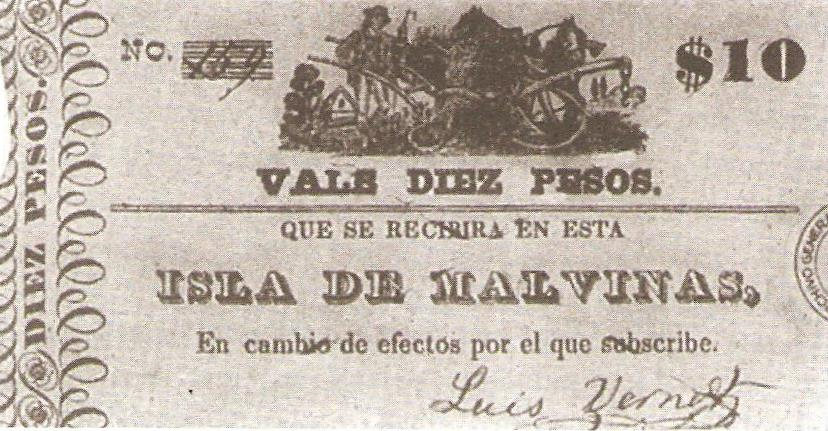
Bono de diez pesos de las Malvinas conservado por el Archivo General de la Nación de Argentina.

Brisbane regresó a las Malvinas en marzo de 1833 a bordo de la goleta Rapid, en el momento de la primera visita del HMS Beagle bajo el mando del capitán Fitz Roy y con Charles Darwin a bordo como naturalista. Briabane regresó acompañado por el inglés Thomas Helsby, que se convirtió en relator de la sublevación de Rivero, y el criollo Ventura Pasos. Brisbane se reunió con uno de los oficiales que le había salvado la vida cuando naufragó en el Prince of Saxe-Coburg. Brisbane había sido enviado como agente privado de Vernet y estaba allí para cuidar de los restos de su propiedad privada. Brisbane y Fitz Roy tenían una afinidad natural y discutieron una amplia gama de temas; Fitz Roy señala su diario su agradecimiento por una gran cantidad de información sobre las Malvinas brindada por Brisbane.
Anteriormente, en una reunión con Fitz Roy, Brisbane se animó a continuar con la empresa de Vernet «siempre que no haya ningún intento de promover la ambiciones de las Provincias Unidas». Al igual que Onslow antes que él, Fitz Roy se vio obligado a usar sus poderes de persuasión para alentar a los gauchos a seguir trabajando en el establecimiento de Vernet.
Al llegar a las Malvinas, Fitz Roy esperaba encontrar el asentamiento próspero que le había informado a otro oficial británico. En su lugar, se encontró con la colonia en un estado en ruinas, que Brisbane culpó a la incursión de la Lexington. Fitz Roy interrogó a varios miembros que corroboraron el relato de Brisbane. Al retirarse de las islas, Fitz Roy expresó su preocupación por la falta de autoridad regular en un grupo prácticamente sin ley. En sus escritos dice que quedó impresionado «más que nunca por los muchos recuerdos lúgubres asociados a su nombre» en referencia al alzamiento gaucho de los meses siguientes.
Antes de partir, Pinedo se limitó a dejar al colono francés Jean Simón, capataz de los peones criollos, como comandante provisional en nombre del gobierno argentino. Brisbane confirmó a Simón en su cargo de capataz de los peones. El capitán de la Clio había dejado al almacenero William Dickosn, de origen irlandés, una bandera británica y 25 brazas de cuerda para izarla todos los domingos y ante la llegada de algún barco.
Brisbane reasumió su posición como agente de Vernet y con otros altos funcionarios del asentamiento trataron de reconstruir los intereses comerciales de Vernet, resucitar los acuerdos y proteger sus propiedades. Birsbane no dudó en ponerse del lado de los británicos y obtuvo su confianza. Se reanudó el pago de los peones criollos (gauchos y charrúas) con los pagarés emitidos por Vernet (peso de las Islas Malvinas), lo que llevó a un conflicto dentro del asentamiento. Vernet había creado el peso de las Malvinas unos años antes, debido al desarrollo exitoso de la colonia argentina y la necesidad de llevar a cabo transacciones económicas. Hoy en día, algunos vales monetarios emitidos por Vernet se conservan en la colección del Museo del Banco de la Provincia de Buenos Aires. Los gauchos resentidos la imposición de la autoridad británica, querían ser pagados con dinero de metal como capitán John Onslow del Clio había prometido. La situación se vio agravada por la devaluación de los pagarés, como resultado de la reducción de la influencia de Vernet en las islas.
Además, con la excusa de la ocupación británica, Brisbane y Simón intentaban extenderles a los peones las ya pesadas tareas campestres, entre otros excesos de autoridad. Brisbane argumentaba que pretendía incrementar la carga laboral de la peonada por el supuesto nuevo statu quo vigente desde la reciente invasión de la Clio. Brisbane es citado en algunas fuentes como el representante inglés en la colonia. La falta de noticias desde Buenos Aires y los excesos de las autoridades terminaron exaltando aún más los ánimos de los ocho peones de origen continental. Los historiadores revisionistas argentinos también ven la demora de una supuesta y anhelada operación argentina de recuperación del archipiélago y la colaboración de Brisbane con "las autoridades británicas" como factores contribuyentes a la rebelión, sin embargo estas especulaciones no se basan en las fuentes contemporáneas británicas, argentinas y norteamericanas.

### Asesinato

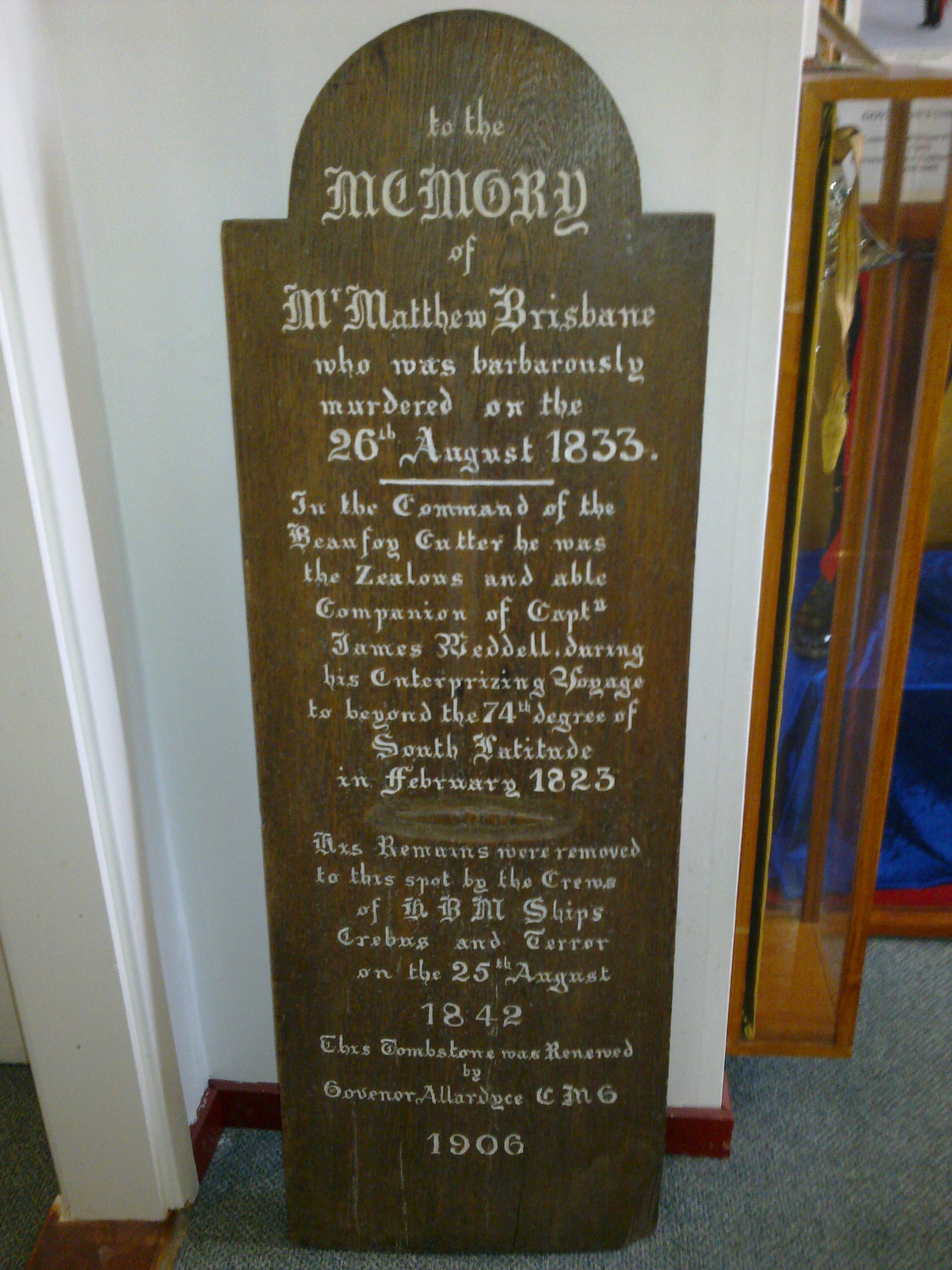
Placa original de la tumba de Brisbane construida por James Clark Ross en 1842, conservada en el Museo de las Islas Malvinas de Puerto Argentino/Stanley.

En desacuerdo con su situación, un grupo de tres gauchos rioplatenses y cinco indios charrúas se sublevó el 26 de agosto de 1833 bajo el liderazgo del Gaucho Rivero. Estos rebeldes estaban armados con facones, espadas, pistolas, boleadoras y viejos mosquetes, en contraste con las pistolas y fusiles con los que contaban sus oponentes. Aprovechando la ausencia del teniente Lowe y sus hombres, que se habían alejado por mar en una expedición de caza de lobos marinos, a media mañana, lanzaron una serie de breves ataques sorpresa contra individuos de la colonia de Vernet. En pocas horas fueron muertos Brisbane, Dickson, Simon, y otros dos colonos: el bonaerense Ventura Pasos y el alemán Antonio Vehingar. Días antes del alzamiento la población intuía que algo podía pasar y se le avisó a Brisbane de un posible levantamiento y del riesgo contra su persona. Brisbane lo desestimó. Al morir, Brisbane estaba leyendo un libro en su casa y no alcanzó a tomar sus armas.
Sobre los asesinatos, Mario Tesler sostiene que «los gauchos terminaron a la manera gaucha, ya que en otra forma no podían concebirlo, con quien fuera agente intermediario [habla de Brisbane] entre Vernet y Woodbine Parish [representante británico en Buenos Aires antes de la ocupación] y arbitrario ejecutor de las disposiciones sobre caza y pesca en el escenario austral». Thomas Helsby, un empleado al servicio de Vernet, escribió un informe sobre los asesinatos.
Helsby relata que alrededor de las diez de la mañana del 26 de agosto, partió a la casa de Brisbane para comprar un poco de aceite a William Dickson, a quien encontró en la casa de Antonio Wagner. Otras personas que estaban allí eran Daniel McKay y José Douglas. Al salir, pasó por la casa de Santiago López y se encontró con Rivero y sus hombres fuertemente armados. Alarmado, corrió a la casa de Brisbane por ayuda, pero la encontró cerrada y no le respondía. Otros residentes le informaron que Brisbane había sido asesinado, junto a Juan Simón. Un tercer hombre, Don Ventura, había sido dado por muerto, con heridas en la garganta y cabeza por un mosquete y su mano casi cortada por una espada, se había escapado por una ventana trasera y se dirigió hacia la casa de Antonina Roxa. Helsby luego oyó dos disparos de fusil de la casa de Antonio Wagner: Wagner y Dickson habían sido asesinados, en presencia de José Douglas y Daniel McKay.
La ordenaron a Helsby entrar la casa de Brisbane y vio que el cuerpo de él yacía muerto en el suelo, que parecía que se había dirigido hacia sus pistolas antes de caer, y que no había sonrisa de desprecio o desdén muy fuertemente marcada en su rostro. Arrastraron su cuerpo con un caballo a una distancia considerable, y saquearon la casa.
Brisbane fue enterrado en una tumba poco profunda. Al visitar las Malvinas un año más tarde en la segunda visita del Beagle a las islas, el capitán Fitz Roy se horrorizó al ver que los pies de Brisbane sobresalían de la tierra, y que los perros se habían alimentado de su cadáver.

Este fue el destino de un hombre honesto, trabajador, y muy fiel: de un hombre que no temía ningún peligro, y que despreciaba las penurias. Fue asesinado por bandidos, porque defendió la propiedad de su amigo; fue destrozado por ellos para satisfacer su pesar infernal; fue arrastrado por un lazo en los talones por un caballo, lejos de las casas, y lo dejaron ser comido por los perros.

La tumba de Brisbane es la única que todavía puede visitarse en los restos del cementerio español de Puerto Soledad, en uno de los extremos de la granja, hoy de propiedad privada. Brisbane había sido enterrado meses después del alzamiento por los marinos británicos. Se cuenta que entre los marineros que visitaban las islas existía la tradición de brindar y bailar frente a su tumba.

## Homenajes
Brisbane fue vuelto a enterrar en 1842 por James Clark Ross en las Malvinas con el Erebus y el Terror. Un monumento de madera simple se erigió inscrito con detalles de su exploración antártica. Dicha placa madera permaneció hasta 1906 cuando se había convertido en ilegible por la intemperie, siendo sustituido por otro con la misma inscripción. En 1933, fue sustituido por una losa de mármol establecido por el gobernador colonial James O'Grady. La placa de madera de reemplazo está ahora en el museo de las islas Malvinas.
En cuanto a la toponimia hay una calle Brisbane en Puerto Argentino/Stanley. Brisbane también está inmortalizado en el cabo Brisbane y el Monte Beaufoy en la isla Henderson en el Archipiélago de Tierra del Fuego (sector chileno) y por las alturas Brisbane en la toponiamia británica de la isla Coronación de las Islas Orcadas del Sur en la Antártida.